# 华俄道胜银行银两票

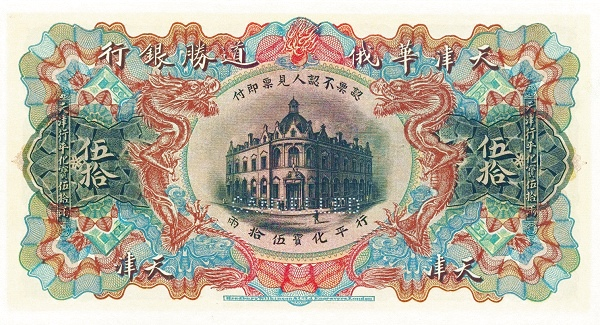
天津华俄道胜银行1907年发行的天津行平化宝银50两票

华俄道胜银行银两票，华俄道胜银行在中国发行的以银两重量计值的纸币，主要有库平足色银两票、天津行平化宝银两票、京平足银两票等。其中库平足色银两票发行最早，于光绪二十四年（1898年）以“华俄道胜银行”名义在中国东北的满洲里和内地的一些地区发行。天津行平化宝银两票于光绪三十三年（1907年）以“天津华俄道胜银行”名义发行，部分面额票券后来曾被改作哈尔滨银元票发行。京平足银两票又称为北京华俄道胜银行银票，于1907年以“北京华俄道胜银行”名义发行。1926年，华俄道胜银行倒闭清理时，仍在市面流通的银两票为13766两，仅有1908两在清理大员规定的限期内兑现。

## 历史

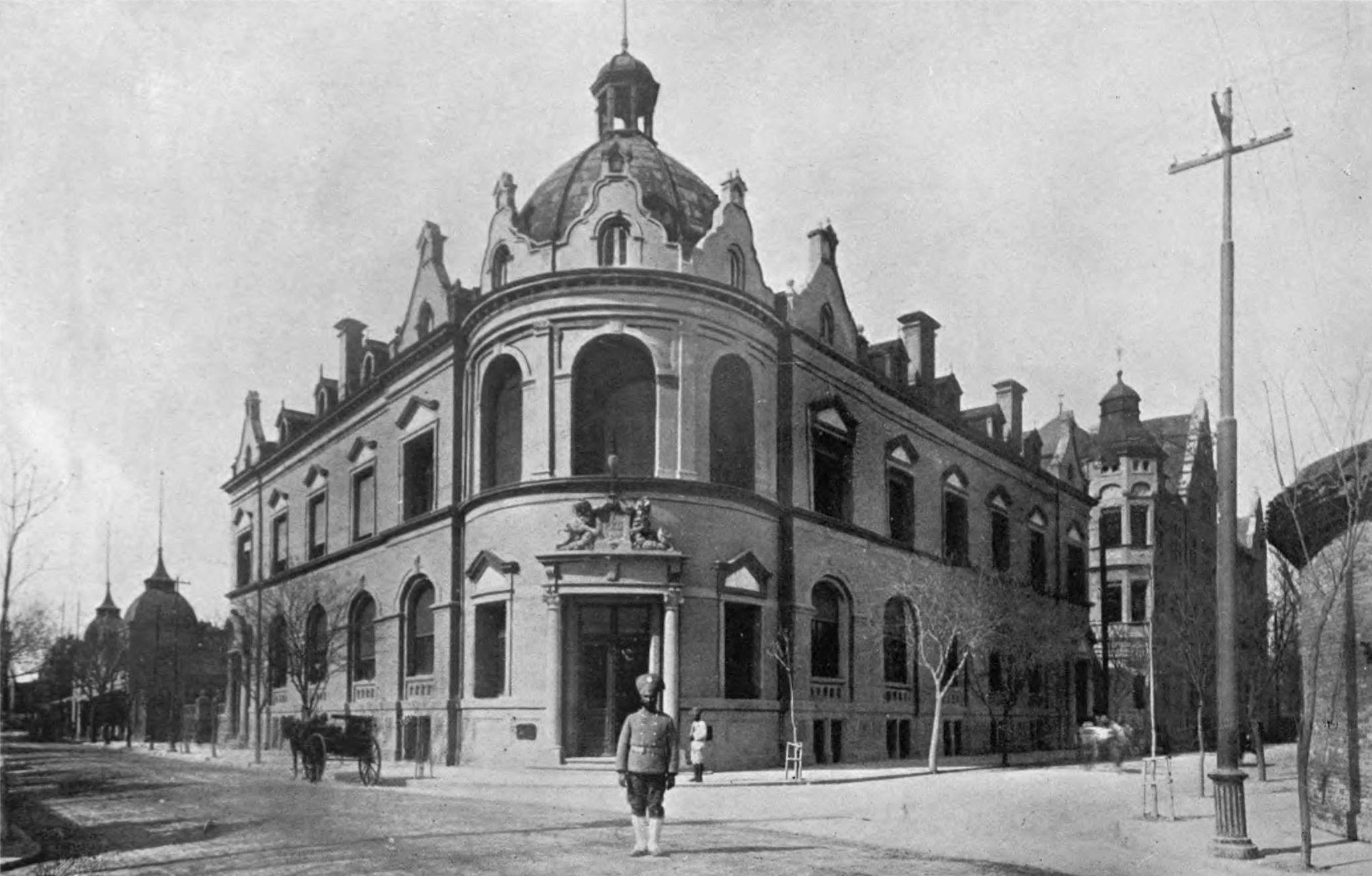
华俄道胜银行天津分行大楼

1894年中日甲午战争后，清政府为筹措战争赔款向俄国、法国、德国借款。俄国以此为契机，联合法国金融资本家共同筹建“华俄道胜银行”，总行设在俄国首都圣彼得堡。该行是代表俄国在华利益的金融机构，最早成立于1895年12月，成立之初为俄国和法国合资，1896年中国入股后成为三国合资，但始终由俄国掌控。华俄道胜银行的成立，不仅促进了俄国本国货币卢布（羌帖）向中国的流入，而且根据华俄道胜银行的章程，该行在中国所开展的业务包括发行货币。1898年，华俄道胜银行按照在中国东北的满洲里以及内地的一些地区发行制钱票和银两票，分别以制钱和银两（具体为库平足色银）为计值单位，与当时中国本国纸币的单位相同。华俄道胜银行在中国多地设有分行或分支结构，其中天津和北京两个分行曾在1907年发行银两票，分别是天津行平化宝银两票和京平足银两票，均以当地银两重量标准来计值。
1917年俄国十月革命后，华俄道胜银行在华各机构丧失了俄国国内的支持，1918年2月，苏俄政权正式将华俄道胜银行收归为国有。但该行海外机构仍受反对苏俄政权的白军势力控制，改以巴黎分行为总行，继续运营。1926年，巴黎总行因投机失败清理，在华各分行亦先后倒闭。华俄道胜银行清理处规定从1926年12月1日到1927年1月31日，限期收兑银两票，过期作废，收兑截止时总计收兑银两票1908两。

## 类别

### 库平足色银两票

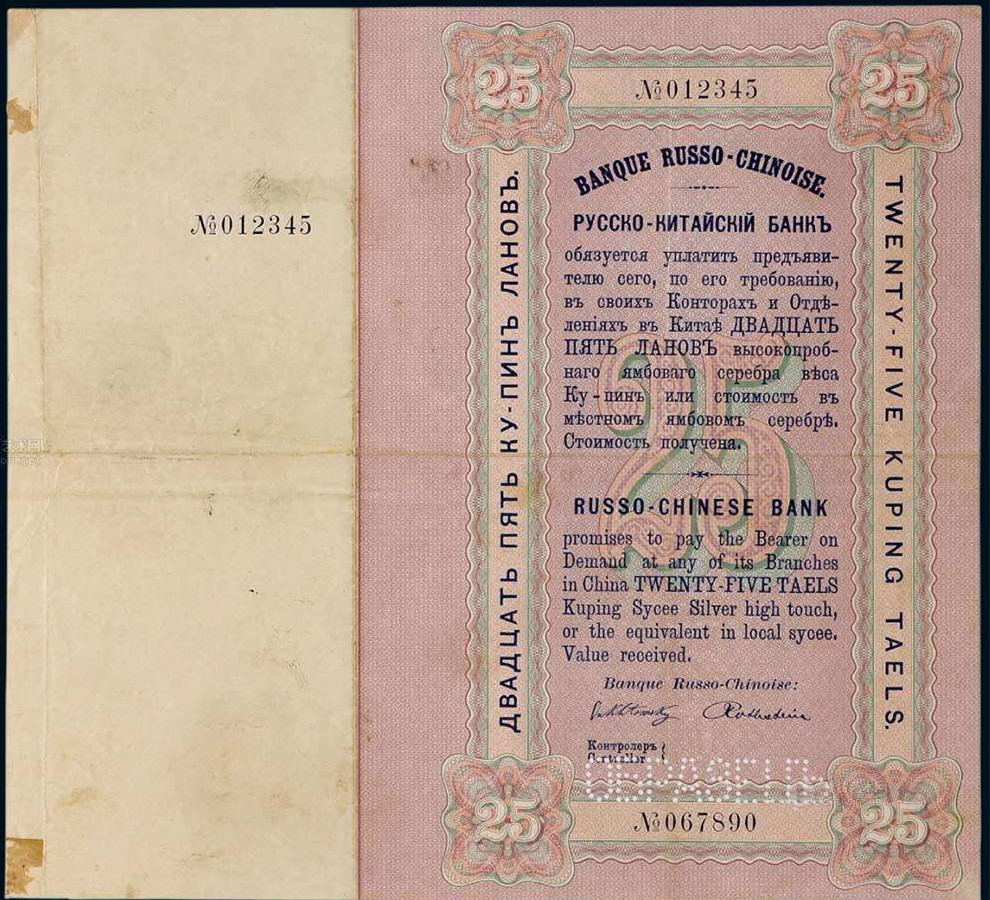
库平足色银25两票，带存根联

库平足色银两票是华俄道胜银行在光绪二十四年（1898年）发行的，由法国印制，发行地区包括黑龙江将军呼伦贝尔副都统衔总管辖区的满洲里，以及内地的一些地区。其面额有1两、3两、5两、10两和25两5种，均由薄纸素淡彩色印制。正面为竖式，仅印有中文，上额两行横印“华俄”、“道胜银行”银行名，下方为三部分：中间为竖印“凭票取库平足色银○○两正”字样（“○○”处为中文大写面值），其中“库平”和“○○两正”为红色；右侧竖印两行说明“凡持此票至设立在中国各分行支银应照发库平，倘需就地平色可按行市算给”；左侧上方横印“戊戌”年份，下方横印“华俄”、竖印“道胜银行”银行名。背面为俄、法两种文字，包括行名、面额和说明，3两和25两票为竖式印刷，其余为横式。存世各面额票券中，部分10两和25两票被发现带有存根联。

### 天津行平化宝银两票
天津行平化宝银两票是华俄道胜银行天津分行于光绪三十三年（1907年）以“天津华俄道胜银行”的名义发行的，面额有1两、5两、10两、50两、100两和500两6种，为雕版印刷，由英国布拉德伯里威尔金森公司刻版。正面最上方印有中文行名“天津华俄道胜银行”，其下为英文行名“RUSSO-CHINESE BANK”，中间为以椭圆内的黑色盘龙为主体的山形图案，椭圆下为英文面额交叉“XXX HONG PING HUA PAO TEAL”（其中“XXX”为英文数字），山形图案上下为英文说明，左右各有一条竖龙底纹，其上竖印“天津行平化宝○○两”（“○○”处为中文大写面值）字样，左右花符边框内有多个阿拉伯数字和中文大写面值，下边框左右两端有“天津”字样，下边框下沿印有英文雕版公司名称“Bradbury Wilkinson & Co. Ltd. Engravers, London”。背面上方也印有中文“天津华俄道胜银行”行名，中间椭圆内印有天津分行大楼，椭圆两侧合为二龙戏珠图，二龙再向外是中文大写面值，最外侧是“天津行平化宝○○两”，椭圆的左下和右下方印有“天津”，正下方为英文雕版公司名。此套银两票的50两、100两和500两三种大面额票券后来曾被改作哈尔滨银元票发行。

### 京平足银两票

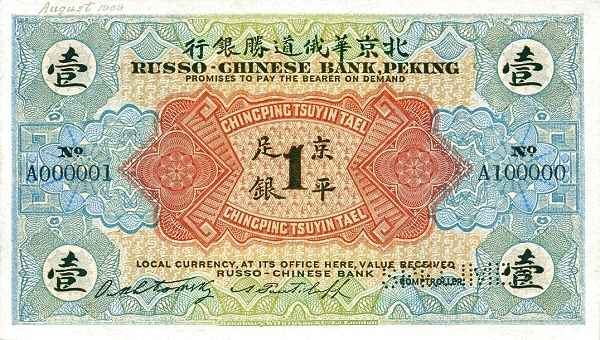
北京华俄道胜银行1两银票

北京京平足银两票，又称北京华俄道胜银行银票，是华俄道胜银行北京分行于光绪三十三年（1907年）以“北京华俄道胜银行”的名义发行的，面额有1两、5两、10两、50两和100两5种，为雕版印刷，也是由英国布拉德伯里·威尔金森公司刻版。正面为中文竖式，有边框，边框四角各一字，合为“道胜银行”，框内中间为一巨龙图案底纹，上方横额印有“银票”和“北京华俄道胜银行”两行文字，下方从右至左分三行竖印“凭票取寄存京平足银○○两整”、“光绪三十三年正月”，右下印有“概不挂失”，左下印有“图章为凭”字样。背面为中文和英文，横式印制，上方为中英文行名，其中英文汉名为“RUSSO-CHINESE BANK,PEKING”，中间花符小框内有“京平足银”字样和面值，小框上下框边均有“CHINGPING TSUYIN TEALS”字样，四角为中文大写面值。